# Chicago (Michael-Jackson-Lied)
Chicago ist ein Song des US-amerikanischen Sängers Michael Jackson, der am 9. Mai 2014 posthum auf dem Album Xscape veröffentlicht wurde.

## Entstehung
Anfang 1999 besuchten Tommy Mottola, damaliger CEO von Sony Music, und Cory Rooney, damaliger Vizepräsident von Epic Records, Michael Jackson in dem Studio Marvin’s Room. Jackson spielte als Beispiel für seine momentane Arbeit an seinem Album Invincible Break of Dawn und auf dem Rückweg überzeugte Mottala Rooney einen Song für Jackson zu schreiben. Dieser schrieb daraufhin den Song She Was Lovin’ Me, der Jackson geschickt wurde. Jackson liebte das Stück und lud Cory Rooney in die Hit Factory ein. Nach einigen Wochen gemeinsamer Arbeit endete plötzlich die Zusammenarbeit an dem mittlerweile fast vollendeten Song, da Jackson sich stärker auf die Arbeit mit Rodney Jerkins konzentrieren wollte. 
2014 wurde der Song von Timbaland und Jerome Harmon als Co-Produzent modernisiert bzw. vollendet und nach dem ersten Vers („I met her on my way to Chicago“) in Chicago umbenannt. Außerdem erschien die Originalversion (ebenfalls unter dem geänderten Namen) auf der Deluxe Edition des Albums.

## Inhalt
In den Versen singt das lyrische Ich über eine Beziehung zu einer Frau, die (zum Unwissen des Erzählers) bereits verheiratet ist („Loving me while she was still your wife“). Im Chorus teilt das lyrische Ich seine Fassungslosigkeit über die Täuschung und Absage in diesem offensichtliche Spiel mit dessen Gefühlen. Jackson singt diesen Refrain schon fast schreiend, um die Wut des lyrischen Ichs zu betonen.

„She said she didn’t have no many

Raised the kids the very best she can

(She’s lovin’ me)

She told me she was all alone

Said at home she didn’t have no phone

(She’s wanting me)

She said just to give her a page

59 was the code she gave

(She’s loving me)

She’d lie to you, lie to me

But she was lovin’ me, lovin’ me

Yeah“

„Sie sagte sie hatte keinen Mann

Erzog die Kinder so gut wie sie es konnte

(Sie liebte mich)

Sie erzählte mir sie war ganz allein

Sagte zuhause hätte sie kein Telefon

(Sie wollte mich)

Sie sagte (ich) sollte ihr einfach einen Zettel geben

59 war der Code, den sie gab

(Sie liebte mich)

Sie würde dich belügen, mich belügen

Aber sie liebte mich, liebte mich

Yeah“

## Kommerzieller Erfolg

### Chartplatzierungen
Obwohl Chicago nie als kommerzielle Single erschien, erreichte der Song aufgrund von Musikdownloads und -Streaming Chartplatzierungen in Frankreich (Platz 127), den Niederlanden (Platz 53) und den US-R&B-Charts (Platz 50). In den USA erreichte der Song außerdem Platz 23 in den R&B-Download-Charts und Platz 20 in den R&B-Streaming-Charts.
| ChartsChartplatzierungen           | Höchstplatzierung | Wochen |
| ---------------------------------- | ----------------- | ------ |
| Vereinigte Staaten (Billboard R&B) | 50 (1 Wo.)        | 1      |

### Auszeichnungen für Musikverkäufe
| Land/Region                  | Auszeichnungen für Musikverkäufe (Land/Region, Auszeichnung, Verkäufe) | Verkäufe |
| ---------------------------- | ---------------------------------------------------------------------- | -------- |
| Neuseeland (RMNZ)            | Gold                                                                   | 15.000   |
| Vereinigtes Königreich (BPI) | Silber                                                                 | 200.000  |
| Insgesamt                    | 1× Silber · 1× Gold ·                                                  | 215.000  |

Hauptartikel: Michael Jackson/Auszeichnungen für Musikverkäufe

## Besetzung
Original Version
- Komposition – Cory Rooney
- Produktion – Michael Jackson, Cory Rooney
- Tontechniker – Robb Williams, David Swope (Assistierender Tontechniker)
- Aufnahmestudio – Hit Factory, Record Plant
- Aufnahmeort – New York City, Los Angeles (beide USA)

Vollendete Version
- Komposition – Cory Rooney
- Produktion – Michael Jackson, Cory Rooney, Timbaland, Jerome Harmon (Co-Produzent)
- Gitarre – Dan Warner
- Tontechniker – Chris Godbey, Perry Jimenez (Assistierender Tontechniker)
- Mix – Chris Godbey, Matt Weber (Assistent)